# Ria Öling
Ria Noora Minerva Öling, född 15 september 1994 i Vasa, är en finländsk fotbollsspelare (mittfältare) som spelar för Crystal Palace och i det finska landslaget. Hon har tidigare representerat bland annat Brøndby IF, Växjö DFF och FC Rosengård.